# 埃里切山
埃里切山（Monte Erice）或古希腊语的“厄律克斯山”（Mount Eryx），是意大利西西里岛的一座山，位于特拉帕尼省。

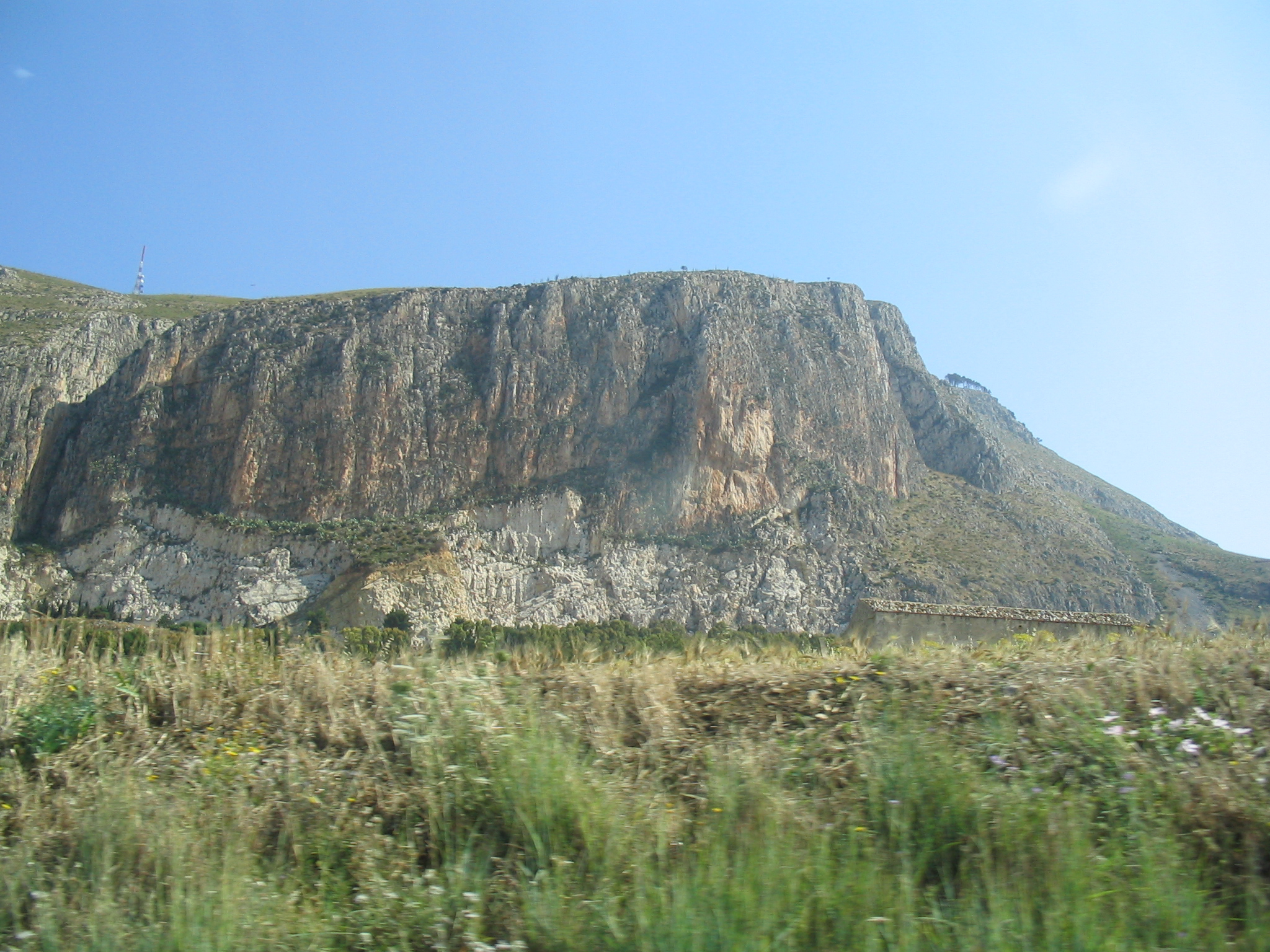
山的南部

自1954年以来，每年都在山坡上举行埃里切山登山锦标赛。

## 位置
这座山位于特拉帕尼的东面，占地18.3 km2。Lenzi 河发源于这座山。
埃里切市位于山顶，特拉帕尼的Casa Santa区和郊区位于西坡，瓦尔德里切（Valderice）镇位于山的东侧。